# Ait Aissi Ihahane
Ait Aissi Ihahane (en àrab أيت عيسى اححان, Ayt ʿĪsà Iḥaḥān; en amazic ⴰⵢⵜ ⵄⵉⵙⴰ ⵉⵃⴰⵃⴰⵏ) és una comuna rural de la província d'Essaouira, a la regió de Marràqueix-Safi, al Marroc. Segons el cens de 2014 tenia una població total de 4.143 persones.